# Ur livet
Ur livet är en novellsamling av Anne Charlotte Leffler, utgiven postumt 1950 på Albert Bonniers Förlag. Samlingen bär samma namn som en annan serie samlingar av samma författare. Den sammanställdes av Per Erik Wahlund som även skrev en inledning.